# Ercole Boratto
Pour les articles homonymes, voir Boratto.

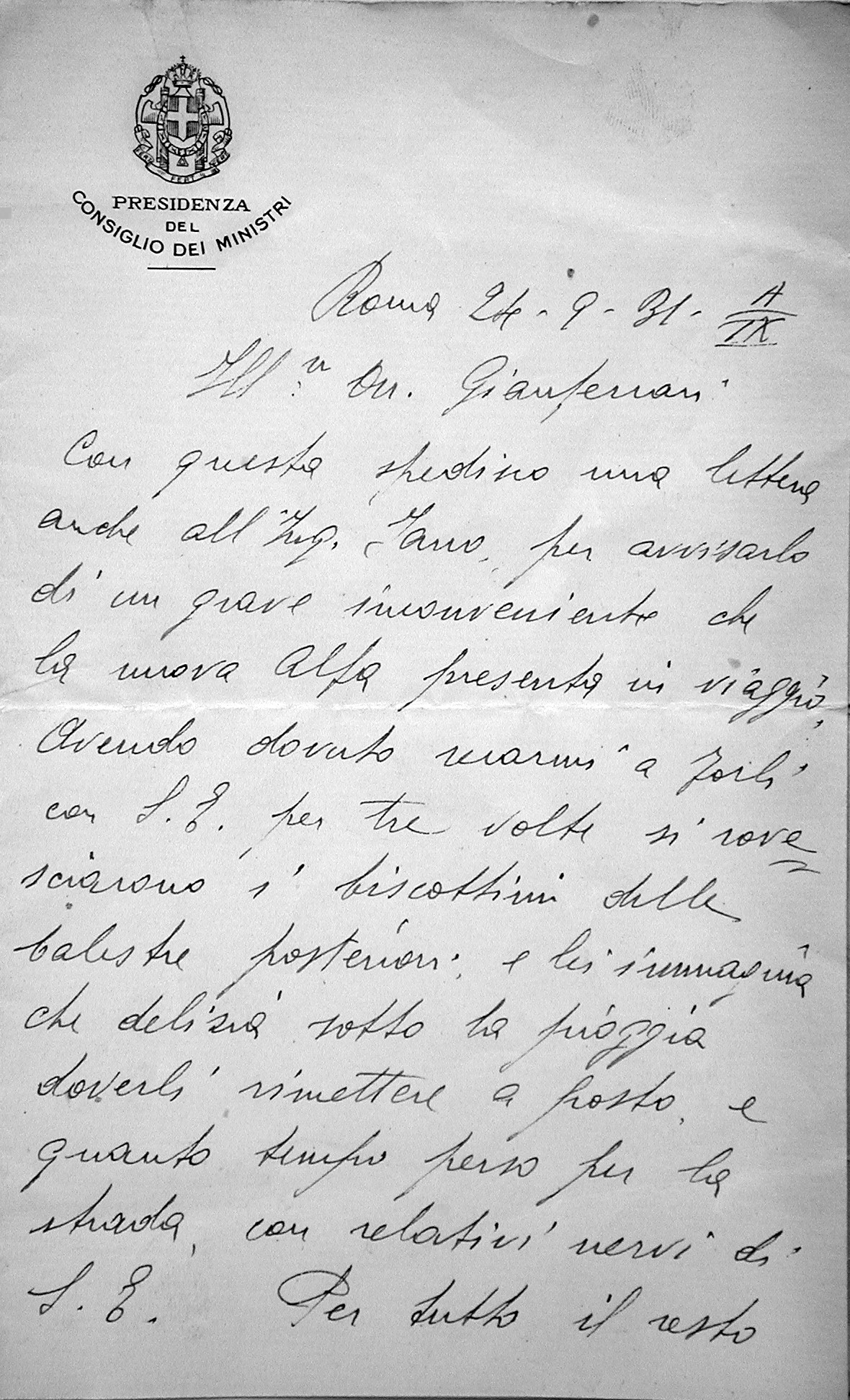
Lettre manuscrite en 1931 d'Ercole Boratto à l'en-tête de la Présidence de Conseil des Ministres, au directeur général d'Alfa Romeo Prospero Gianferrari, à propos d'une voiture du Duce.

Ercole Boratto, né en 1886 dans le Piémont et décédé en 1970 à 84 ans, domicilié à Turin après-guerre, est un ancien chauffeur officiel italien, devenu à l'occasion pilote automobile sur les voitures Alfa Romeo personnelles de Benito Mussolini.

## Biographie

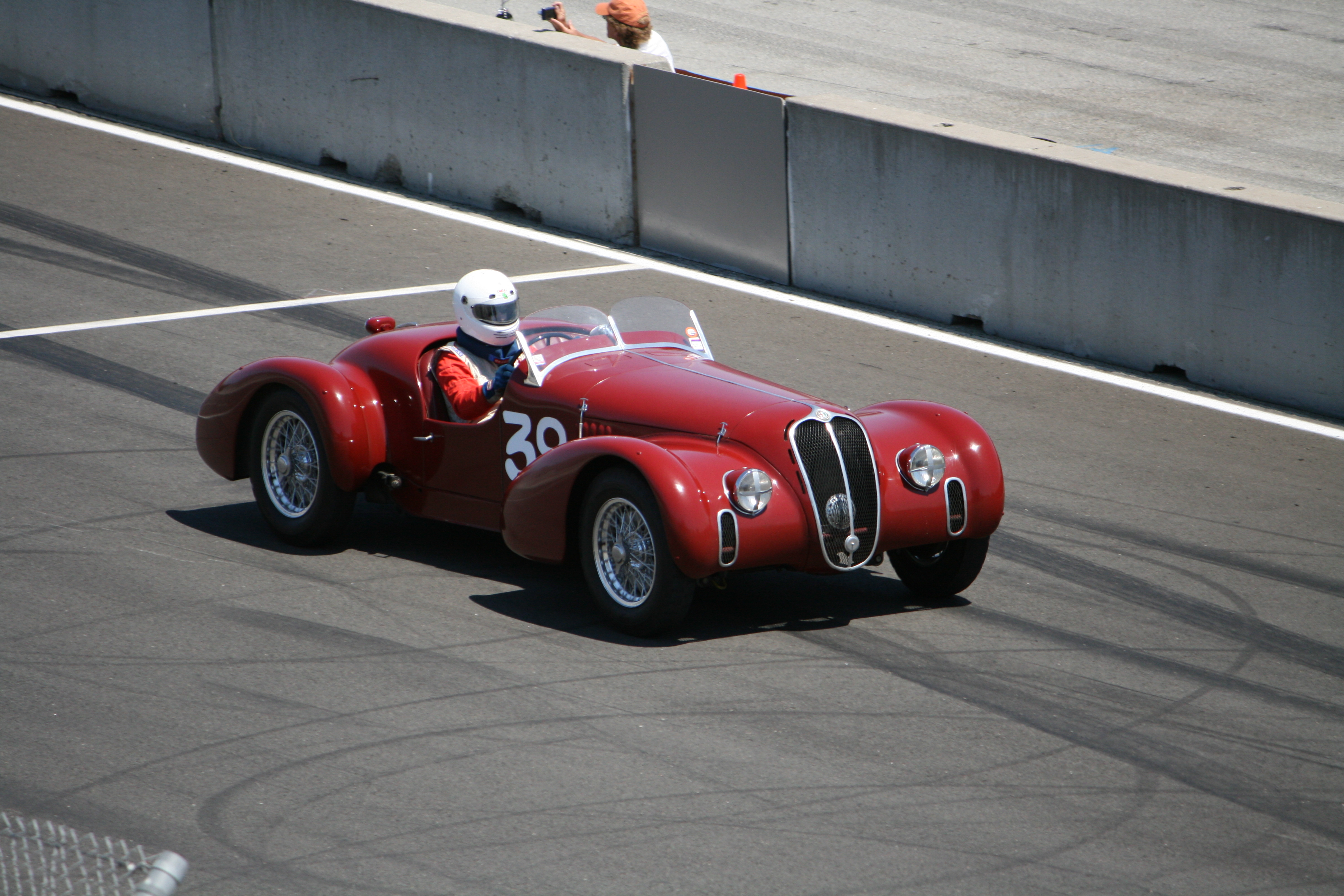
Une Alfa Romeo 6C-2500SS Corsa de 1939 (ici au Monterey Historic de 2008).

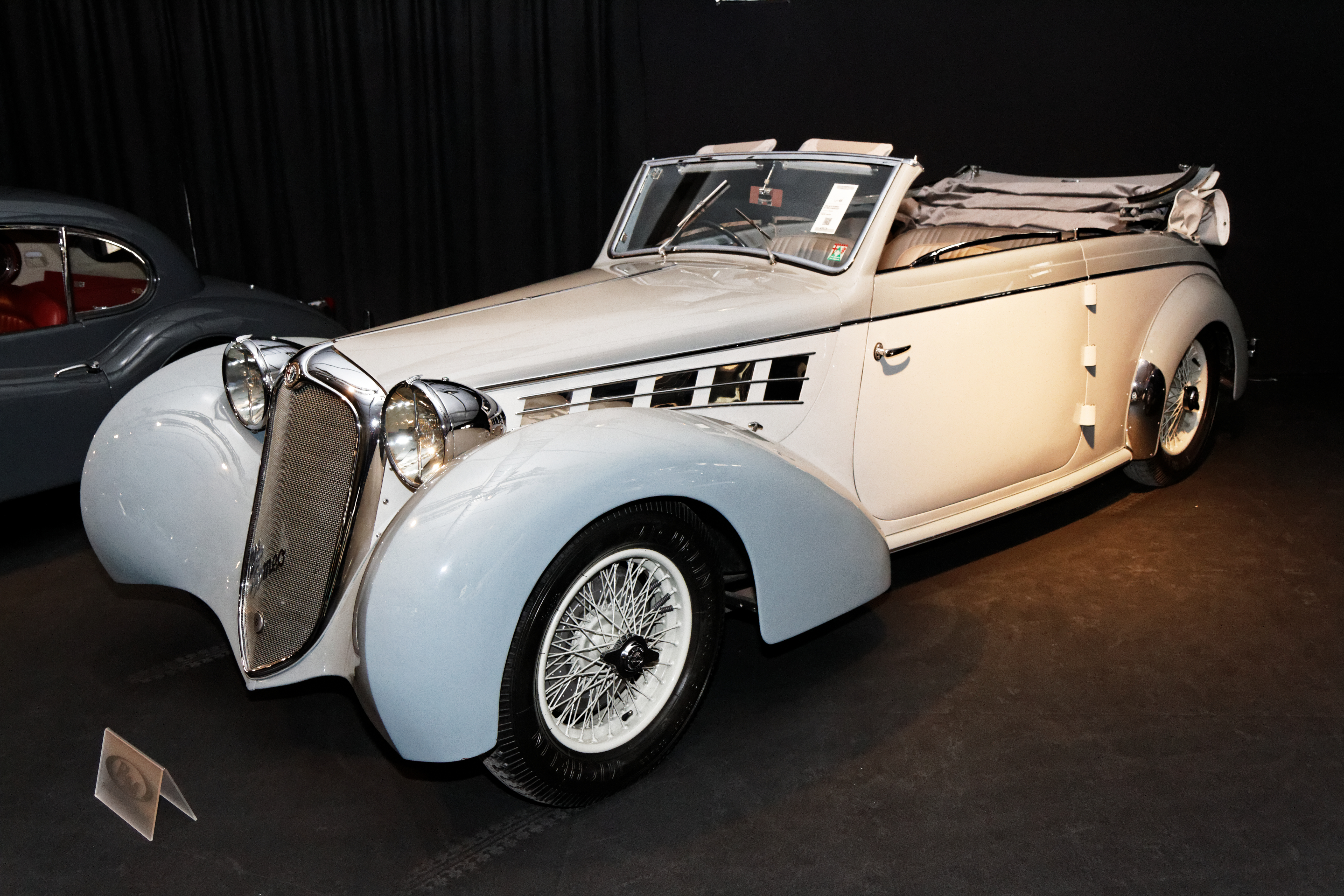
Ainsi qu'une version cabriolet de la même année.

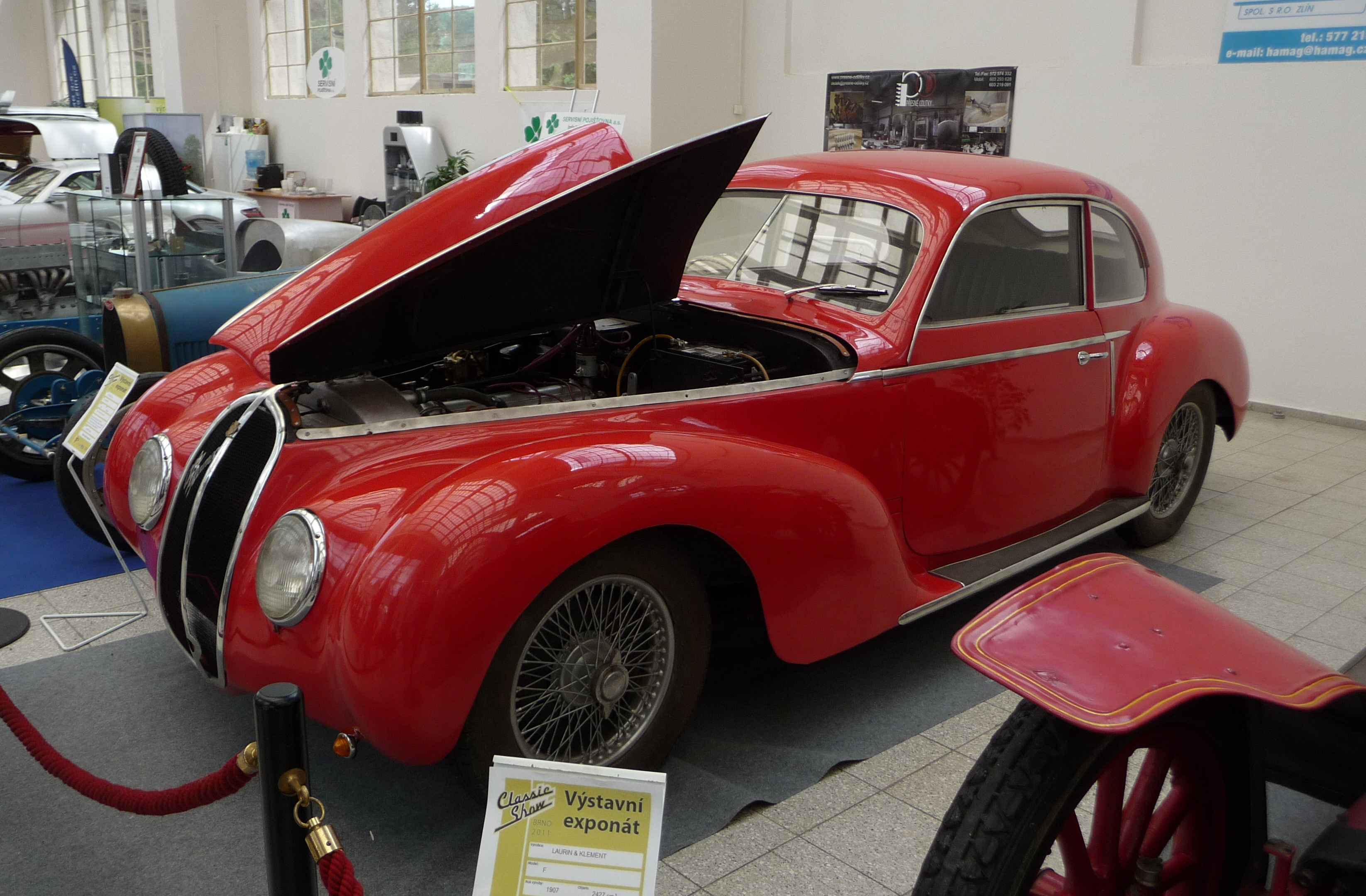
Et la version Coupé en 1942.

Il débute dans ce métier en 1919. Se succèdent alors pour lui comme Présidents du Conseil italien à voiturer Francesco Saverio Nitti, Giovanni Giolitti, Ivanoe Bonomi, et enfin Mussolini. Il accompagne ce dernier dans ses déplacements de 1922 (Marche sur Rome, le 28 octobre) à 25 juillet 1943 (arrestation au Grand Conseil du fascisme, à la Villa Savoia). Il connait aussi toutes les intrigues amoureuses du Duce -mais également de son épouse Donna Rachele Guidi-, servant  de convoyeur pour les aventures extra-conjugales de ce dernier, tout en planifiant au mieux la plupart de ses divers rendez-vous galants, parfois multiples.
Il participe deux fois aux Mille Miglia, sur Alfa Romeo 6C 2300 type Sport Spyder "Pescara" puis "MM", terminant troisième de classe en 1936 (13e au général, avec Daniel Mancinelli), puis quatrième de l'épreuve en 1937 (avec Giovanbattista Guidotti). Bien qu'inscrit, il ne peut s'aligner pour l'édition du 28 avril 1940 avec l'Alfa Romeo 6C 2500SS Berlinetta Touring, du fait alors des évènements politiques.
En Campianato Italiano Sport, il remporte les Ire (trajet Benghazi-Tripoli) et IIe (trajet Tobrouk-Tripoli) compétitions Littoranea Libica en Libye, la première fois en 1937 avec Alessandro Gaboardi sur 2300 à 133,78 km/h de moyenne -22 partants et 17 classés-, la seconde avec Consalvo Sanesi sur 2500SS. Le premier trajet est de 1 030 kilomètres au total, le suivant de 1 500 environ parcourus à une vitesse moyenne plus élevée de 141,41 km/h,.
À la fin des hostilités, Boratto rédige encore un tapuscrit intitulé Un autista racconta, qu'il remet -après un premier contact d'accort au début décembre 1945 avec l'agent CB 55 "Dusty"- à la mi-février 1946 à Rome aux renseignements alliés de l'OSS, en échange d'un petit camion pour démarrer une entreprise de transport et de la promesse sans citer son nom d'une absence de publication en Italie, livret qui finit par la suite directement dans les archives de la CIA pour une longue période, avant d'être redécouvert fortuitement en 2004 par Giuseppe Casarrubea et Mario José Cereghino dans des documents déclassifiés après 2000, sur une étagère des archives nationales des États-Unis (au N.A.R.A. de Washington).

## Autobiographie
- A spasso col Duce (Le memorie dell’autista di Benito Mussolini), manuscrit de 1946, édité par Castelvecchi le 20 octobre 2014, 139p. (préface de Giuseppe Casarrubea et Mario José Cereghino) (ASIN B00OPJQ85S), après une première parution en 2008 par FVG -Editoriale Frioul-Vénétie Julienne-, à Udine (186p.).